# Mitsubishi i-MiEV
El Mitsubishi i MiEV (MiEV es la sigla en inglés de Mitsubishi innovative Electric Vehicle) es un automóvil eléctrico desarrollado por Mitsubishi y lanzado en Japón en 2009. El i MiEV tiene una autonomía de 160 km (100 millas) según el ciclo de prueba japonés y de 121 km (75 millas) en el ciclo estadounidense. El i-MiEV también se vende en Europa renombrado por PSA Peugeot Citroën como Peugeot iOn y Citroën C-Zero.

## Especificaciones

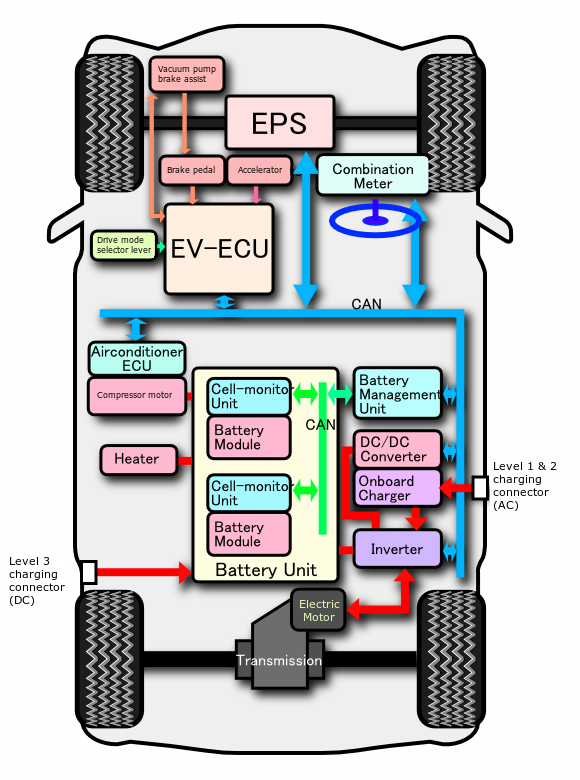
Diagrama del sistema del Mitsubishi i-MiEV

Es un coche con 150 km de autonomía, con un motor eléctrico E9 reversible síncrono de imanes de neodimio permanentes, con un consumo medio de 126 Wh/km (es decir 12,6 kWh/100 km), con alimentación mediante modulador de 300 V trifásica.
Con batería de iones de litio al óxido de manganeso, de 14,5 kWh de capacidad, compuesta de 80 células en serie, con una capacidad cada una de 0,187 kWh a una media de 3,75 v (4,1 v máximo y 2,75 v mínimo).

### Recarga (tipos y modos)
Incluye dos tipos de conectores:

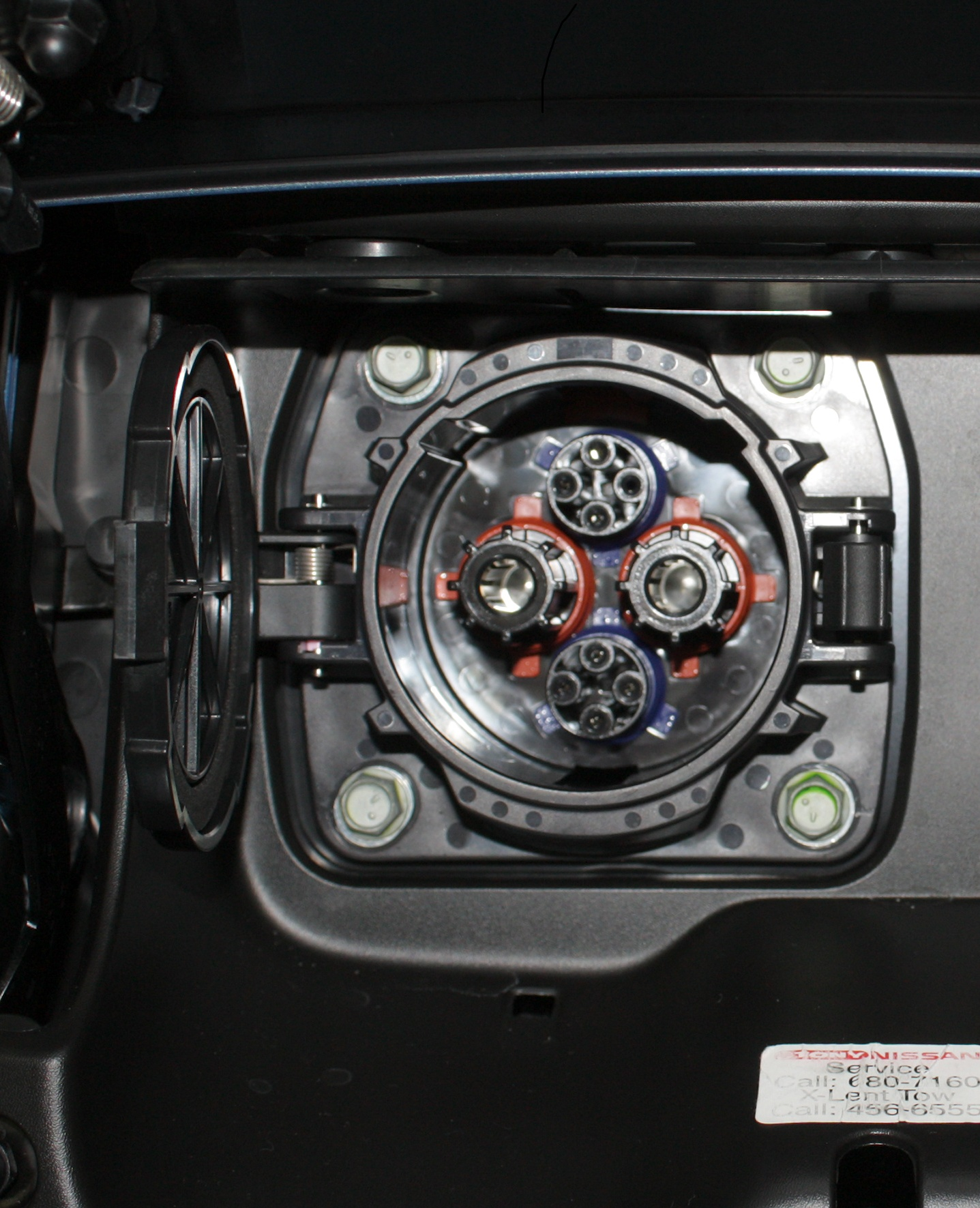
Entrada CHAdeMO en un vehículo eléctrico.

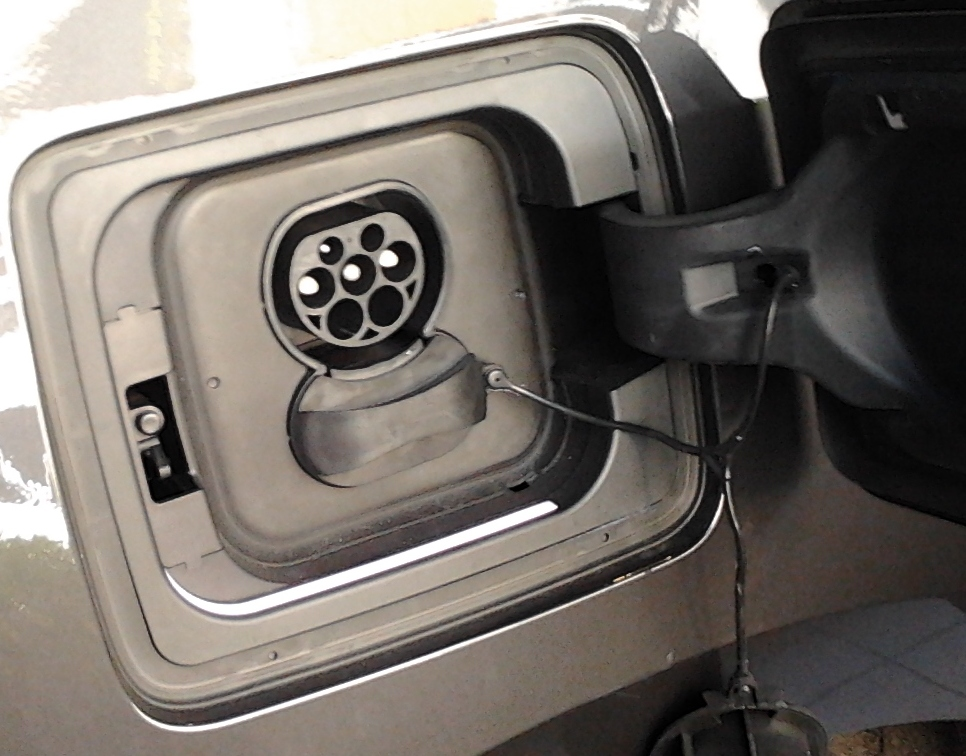
Entrada tipo 2 (Mennekes) en un vehículo eléctrico, para recarga.

Enchufe doméstico (americano) NEMA 14-50

- Chademo: en el lado izquierdo del coche, hacia la parte trasera se encuentra la entrada de recarga rápida de corriente continua CHAdeMO, a 125 amperios y 400 voltios.  Tiene 2 pines grandes (para la corriente de carga) y 8 pequeños para la circuitería de control. El cable a usar es captivo al punto de recarga en carretera o calle. Cuando se agota, la batería puede recargarse a un 80% de su capacidad en 20 minutos y a un 50% en 10, utilizando este enchufe.

- SAE J1772: en el lado derecho del coche se encuentra la entrada de carga normal y lenta, que es Tipo 1, Consta de cinco pines: los tres pines más grandes son el de línea, neutro y tierra. Los dos más pequeños son un circuito de control, que permite  corta la corriente cuando se ha completado la carga, corta la electricidad si el enchufe se quita del vehículo, previene el que se puedan hacer a la vez la recarga normal y la lenta, así como que el vehículo se pueda ir mientras la manguera está conectada. Para la carga normal, se utilizan  20 amperios, lo que permite un tiempo de carga (desde el agotamiento) de cuatro horas. Para la carga lenta, se proporciona con el coche un cable no captivo, para ser utilizado en casa u otros lugares domésticos. Este cable tiene un enchufe local (schuko / NEMA) en un extremo y un conector SAE J1772 en el otro. El enchufe SAE J1772 tiene un disparador de retención, con un agujero para un candado, para evitar que se quite el enchufe del coche, si se considera necesario. Hay una caja de control "flotante" en medio de este cable, que funciona de forma similar al del cargador normal, pero que limita la corriente a 10 amperios, lo que lleva a un tiempo de carga de ocho horas (desde el agotamiento completo). Con 16A serían 6h.

### Suministro eléctrico de emergencia y V2G
Como consecuencia del Terremoto y tsunami de Japón de 2011, Mitsubishi adelantó un año un dispositivo llamado MiEV Power BOX ("caja de alimentación  MiEV") con unas dimensiones de 395 × 334 × 194 milímetros, que permite al i-MiEV para suministrar energía a los aparatos eléctricos domésticos en caso de un apagón o desastres naturales. El dispositivo proporciona tomas de corriente de  100 / 200 voltios, convirtiendo la corriente continua (DC) de la batería del i-MiEV en 100 / 200 voltios de corriente alterna (CA), para alimentar hasta 1.500 vatios de aparatos eléctricos pequeños. Mitsubishi estima que la capacidad total de la batería del i-MiEV es suficiente para suministrar energía entre 5 y 6 horas, lo que es equivalente a un día de energía consumida por un hogar japonés medio. El dispositivo tiene un precio de ¥ 149,800 (US $ 1.800 o bien 1.387,94 euros).
Por otro lado, Mitsubishi HEMS (Home Energy Management System), es el sistema de V2G.

## Precio y ventas
El i MiEV fue lanzado para uso en flotas comerciales en Japón en julio de 2009, y para clientes individuales en abril de 2010. El precio en el mercado japonés es de 3.980.000 yen (43.000 USD). El automóvil eléctrico es elegible a un subsidio gubernamental de 1.140.000 yen, el cual reduce su precio a 2.840.000 yen (30.700 USD). Las ventas al público comenzaron en Hong Kong en mayo de 2010 a un precio de 395.000 HKD (50.631 USD) y en Australia en julio de 2010 pero disponible solamente por medio de leasing. La producción del i MiEV alcanzó 5.000 unidades en noviembre de 2010.
Las ventas en España se iniciaron en diciembre de 2010 a un precio de 29.153 euros sin incluir el impuesto sobre el valor añadido y sin descontar la subvención de MOVELE, que para este modelo asciende a 5.830 euros. En el Reino Unido las ventas comenzaron en enero de 2011 a un precio de 28.990 £ (45.100 USD) antes de aplicar el subsidio gubernamental de GBP5,000 ("Plug-in Car Grant") que entró en vigencia el 1 de enero de 2011. Las ventas en Costa Rica comenzaron en febrero de 2011 a un precio de 61.500 USD, convirtiéndose en el primer país de América donde el i MiEV fue lanzado. Las ventas en Estados Unidos están programadas para noviembre de 2011 a un precio de alrededor de USD30,000, antes de aplicar los incentivos federales y otros subsidios disponibles en California y varios otros estados. En Chile comenzará a ser comercializado en el mes de mayo de 2011 a un precio de más del doble de su valor en Estados Unidos, aproximadamente CLP30,000,000 (USD63,930), convirtiéndose en el primer país de Sudamérica donde será vendido.

### Unión Europea
En la Unión Europea en 2011 se vendieron diez veces más vehículos eléctricos que en 2010. Mitsubishi con su i-MiEV fue en ese año el líder del Mercado en Europa.

## Premios y reconocimientos
- Premio "2009 Japan Automotive Hall of Fame Car Technology of the Year" en octubre de 2009.[29]
- Premio "Japanese Car of the Year Most Advanced Technology" durante el 41.er Tokyo Motor Show en octubre de 2009.[30]
- "Ecobest 2009" por AUTOBEST en enero de 010.[31]
- Premio "Environment Special Grand Prize" durante el 25º International Automobile Festival, París, Francia en febrero de 2010.[32]
- Uno de los cinco finalistas al 2011 Green Car Vision Award.[33]
- El modelo 2012 americano fue uno de los cinco finalistas al 2012 Green Car of the Year.[34]
- Apareció en la lista "2012 Greenest Vehicles of the Year" elaborada por el American Council for an Energy-Efficient Economy.[35]
- El modelo 2012 aparece el primero en la Guía Anual de Economía en Combustible de la United States Environmental Protection Agency (EPA) y desde noviembre de 2011 aparece como el vehículo certificado como el más eficiente por la EPA.[36][37]

## Alquiler
El Citroën C-Zero ha sido el modelo elegido por la empresa de alquiler de vehículos sin conductor emov para prestar sus servicios en la ciudad de Madrid.

## Referencias

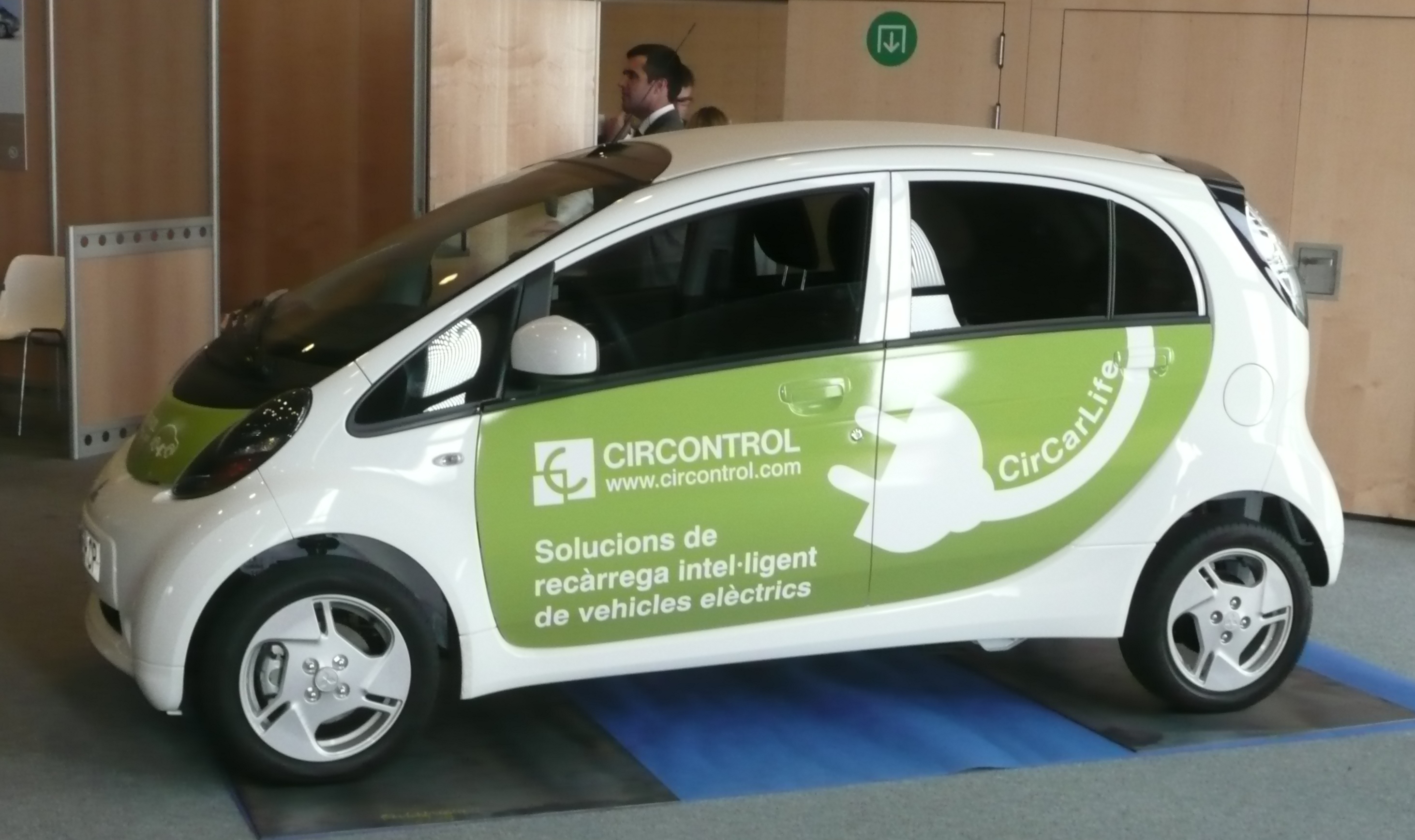
Mitsubishi i MiEV 2011